# 고쿠후정 (가나가와현)
고쿠후정(일본어: 国府町)은 일본 가나가와현 유루기군·나카군에 존재했던 정이다.

## 역사
- 1889년 4월 1일 - 정촌제 시행에 의해 유루기군 고쿠후촌이 성립하였다.
- 1896년 3월 26일 - 군 통합에 의해 오스미군과 통합해, 나카군으로 변경되었다.
- 1952년 1월 1일 - 정으로 승격하였다.
- 1954년 12월 1일 - 오이소정과 합병해, 새로운 오이소정이 성립하여, 동일 고쿠후정은 폐지되었다.

## 교통

### 철도노선
일본국유철도 (현 동일본 여객철도) 도카이도 본선이 정내를 통과했지만 역은 소재하지 않았다.

### 도로
- 국도 제1호선

## 참고 문헌
- 角川日本地名大辞典編纂委員会,『角川日本地名大辞典 神奈川県』1984, 角川書店